# 福爾戈滕山
72°59′S 164°0′E / 72.983°S 164.000°E
福爾戈滕山是南極洲的山峰，位於維多利亞地的彭內爾海岸，處於因滕申冰原島峰東南面11公里的阿斯特羅諾特冰川源頭西岸，由新西蘭探險隊命名。